# Pulex irritans
Puricele de om (Pulex irritans) este o specie cosmopolită de purici, care are, în ciuda numelui comun, o gamă largă de gazde. Este una din cele șase specii ale genului Pulex; celelalte cinci se află toate în regiunile nearctice și neotropicale. Se crede că specia este originară din America de Sud, unde gazda sa originală se poate să fi fost cobaiul sau pecarul.

## Relația cu gazda

### Efectele directe ale mușcăturilor
Puricii sunt o specie dăunătoare pentru gazdele lor, provocând o senzație de mâncărime care duce la disconfort și determină scărpinarea corpului în imediata apropiere a mușcăturii. Mușcăturile de purici cauzează, în general, umflarea și mâncărimea pielii. Locul mușcăturii are un singur punct de puncție în centru. Mușcăturile apar de multe ori în grupuri mici și pot rămâne inflamate până la câteva săptămâni.
Această specie mușcă multe specii de mamifere și păsări, inclusiv pe cele domesticite. El a fost găsit pe câini și canide sălbatice, maimuțe în captivitate, oposumi, pisici domestice, feline sălbatice în captivitate, pui de găină, șobolani negri și șobolani norvegieni, rozătoare sălbatice, porci, lilieci și alte specii. El poate fi, de asemenea, o gazdă intermediară pentru cestodele teniile puricilor Dipylidium caninum.
Puricii se pot răspândi rapid și se pot muta în diferite părți ale corpului precum sprâncene, gene și păr pubian.
Pierderea părului ca urmare a mâncărimilor este obișnuită, mai ales la animalele sălbatice și domestice. 
Anemia este, de asemenea, posibilă în cazurile extreme ale infestărilor în volum mare.

## Tratament și prevenție
Tratamentele comune includ raderea părului de pe corp, pieptănarea părului și folosirea unor șampoane medicinale. Pentru a preveni apariția puricilor este importantă tratarea gazdei și a mediului înconjurător. Animalele de companie trebuie să fie îngrijite pentru a se preveni infestarea lor. Covoarele și pardoseala trebuie să fie spălate și aspirate în mod regulat pentru a preveni apariția puricilor. În cazul infestării lenjeriei de pat și a îmbrăcăminții, acestea trebuie să fie spălate bine cu apă caldă și ținute departe de alte materiale care nu au fost expuse. În cazuri extreme este necesară realizarea unei exterminări de către un profesionist.